# Theridula zhangmuensis
Theridula zhangmuensis là một loài nhện trong họ Theridiidae.
Loài này thuộc chi Theridula. Theridula zhangmuensis được Hsen Hsu Hu miêu tả năm 2001.